# Jodia corsica
Jodia corsica là một loài bướm đêm trong họ Noctuidae.